# 上海クラブビル
上海クラブビル（シャンハイ-）は中華人民共和国上海市外灘地区に位置する建築物。三階建ての新古典主義風の会館であり、かつては上海特派員クラブと言う名称であった。

## 外観
上海クラブは1861年（咸豊10年）に英国が建築した三階建ての赤レンガ造りの建築物であり、1905年に再建されたものである。
その後旧会館は解体され、1910年に再建された際に鉄筋コンクリート製の新古典主義建築に立て直された。一階の大きいダイニングルームは白と黒の大理石葺きであり、入り口の階段はシチリア産の白大理石で作られた。

## 歴史

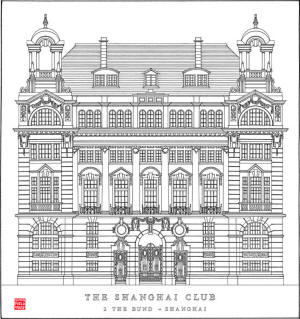
上海クラブビルの図

イギリス紳士会は1920年から1930年の上海で最も高級なクラブであった。入会費用は125ドルで月間会費は9ドルだった。
アメリカ大統領ユリシーズ・グラントは1879年に上海を訪れた際にイギリス紳士会に接待を受けている。
二階部分は"ロングバー"として有名であり、マホガニーの110.7×39フィートのL字型のバーが設置されていた。一時期は世界で最も長いバーとしても有名だった。バーの横には喫煙室と図書室、反対側にはビリヤード室があった。
二階部分と三階部分あわせて40のゲストルームがあり、この部屋は後にホテル東風飯店（1971年-98年）として使われた。その間、1990年から1996年には館内にケンタッキー・フライドチキンの上海一号店が入っていた。
東風飯店の閉鎖後はしばらく放置されていたが、その後改装され、ヒルトン系の最高級ホテルブランドであるウォルドルフ＝アストリアが2010年10月に開業した。1911年製の手動式エレベーターが今も使われている。

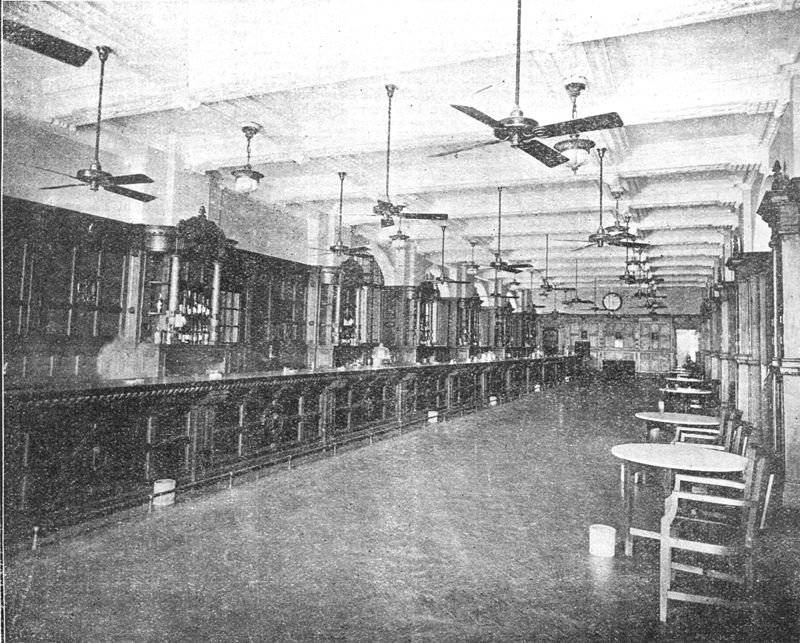
世界一長かったバー